# Aluniș, Mureș
Aluniș (în maghiară Magyaró, în germană Haseldorf) este satul de reședință al comunei cu același nume din județul Mureș, Transilvania, România.

## Istoric
Satul Aluniș este atestat documentar în anul 1228.

## Localizare
Localitatea este situată pe râul Mureș la vărsarea pârâului Fițcău în acesta și pe drumul județean Reghin - Rușii-Munți și are legatură CFR prin Gara CFR a tronsonului de cale ferată Reghin - Deda.

## Imagini

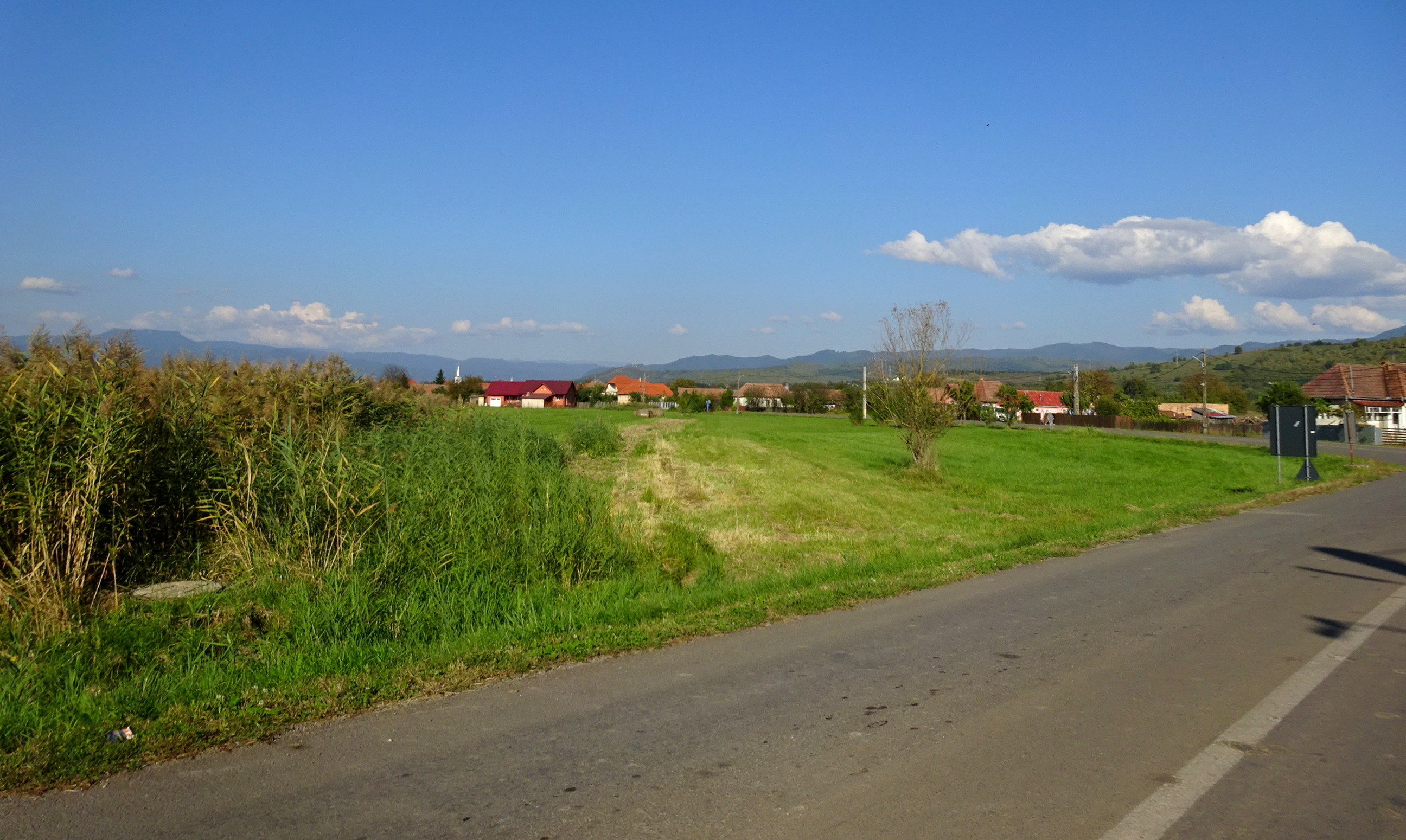
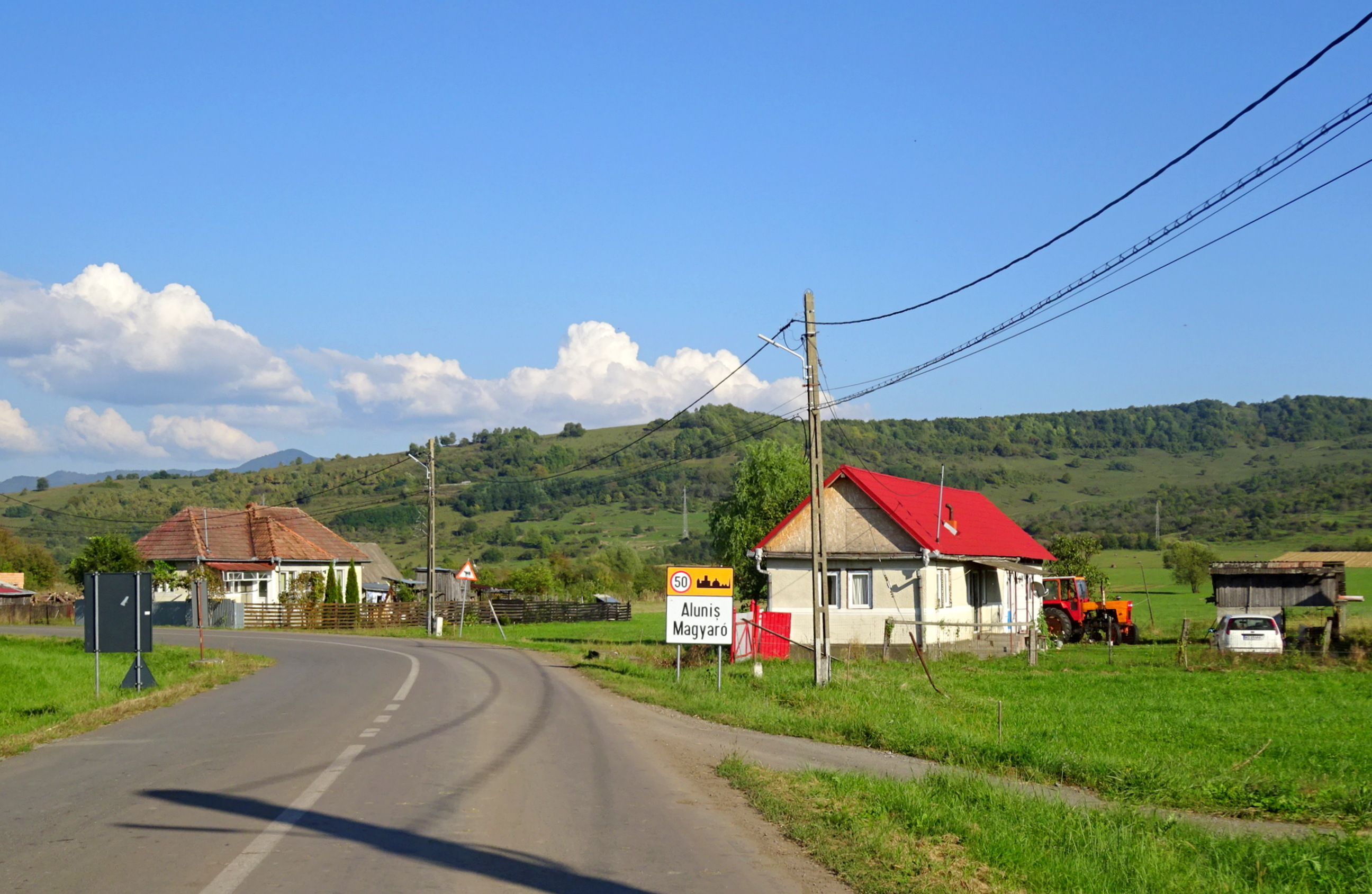
Intrarea în localitate
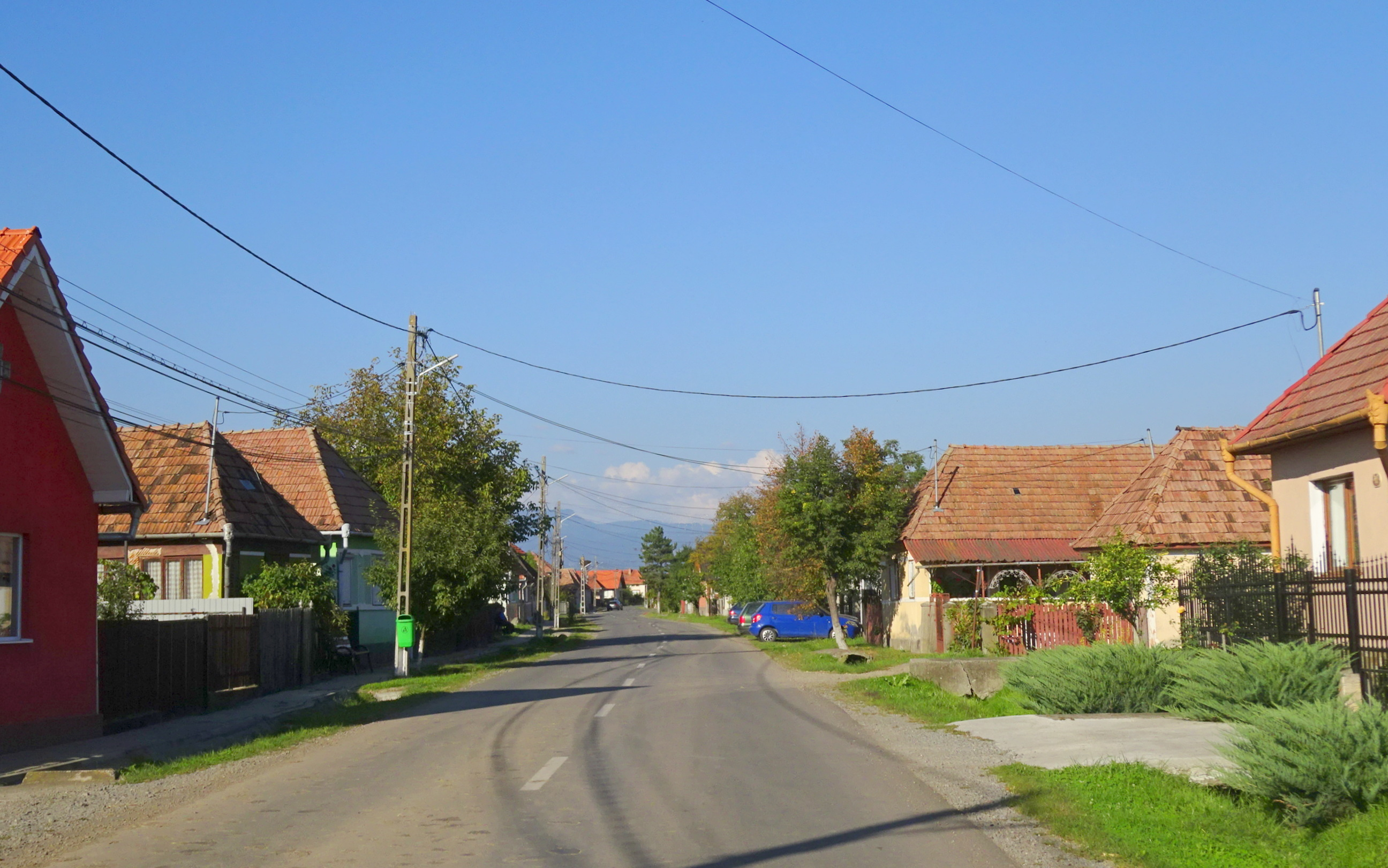
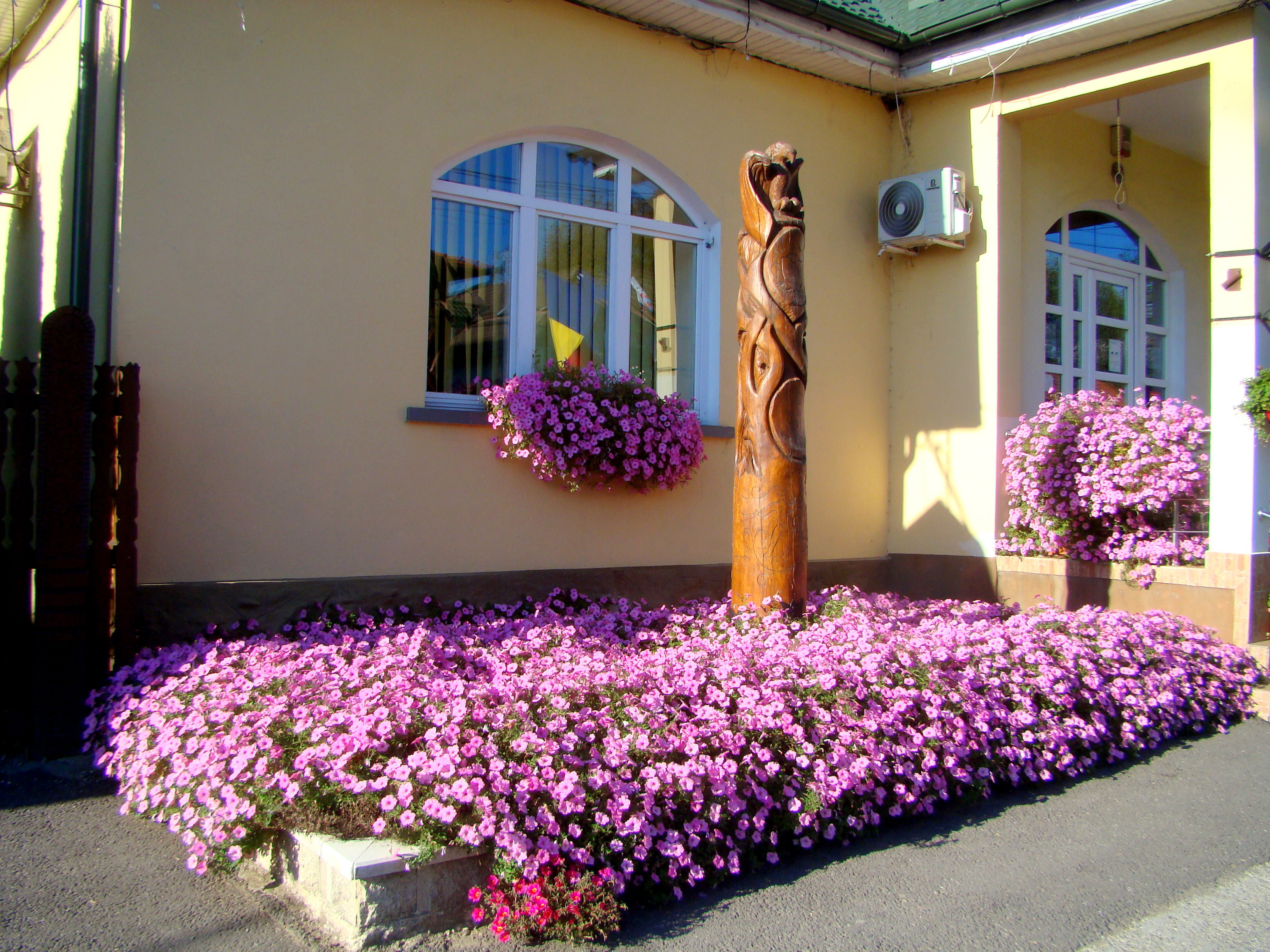
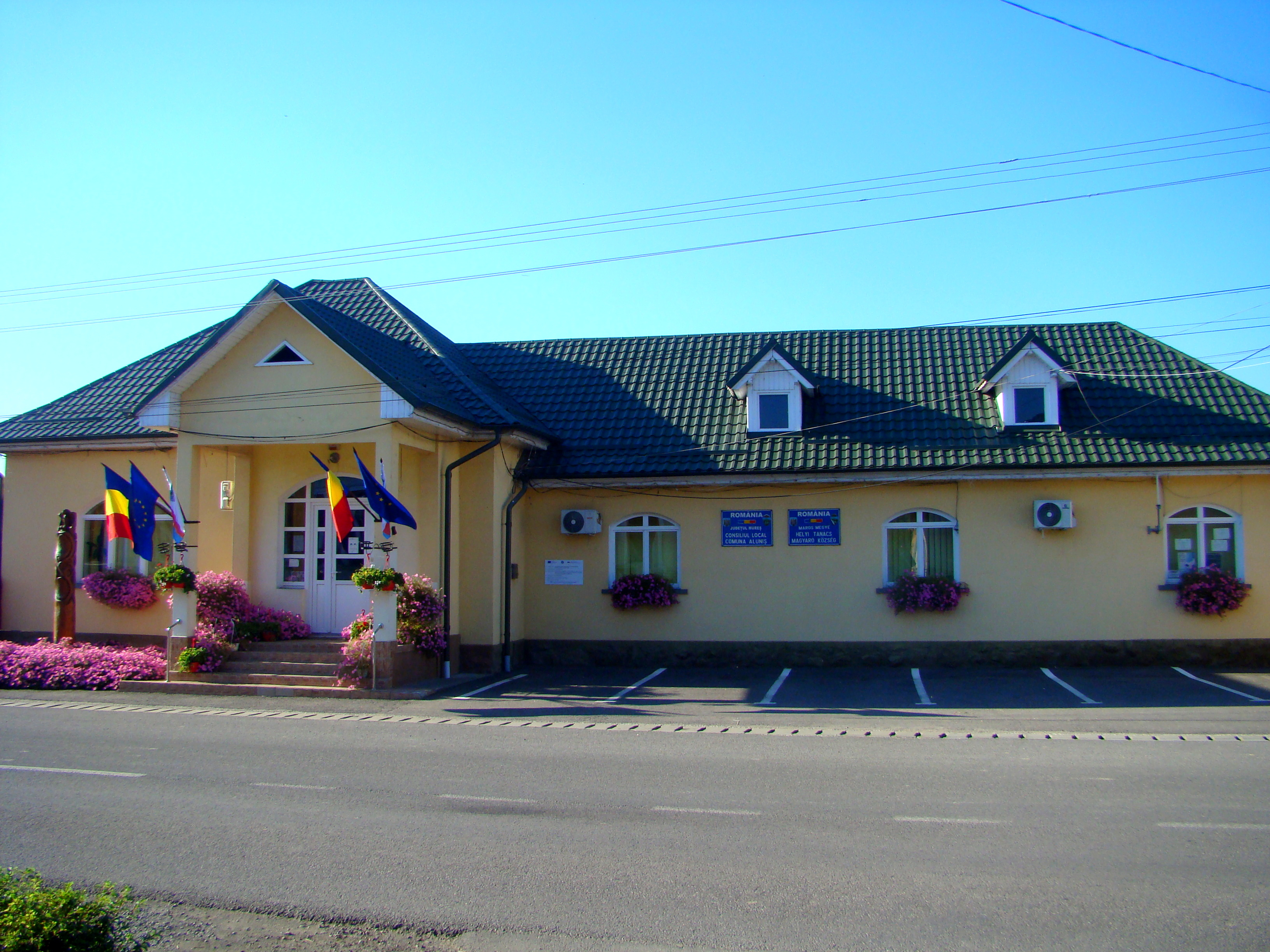
Primăria
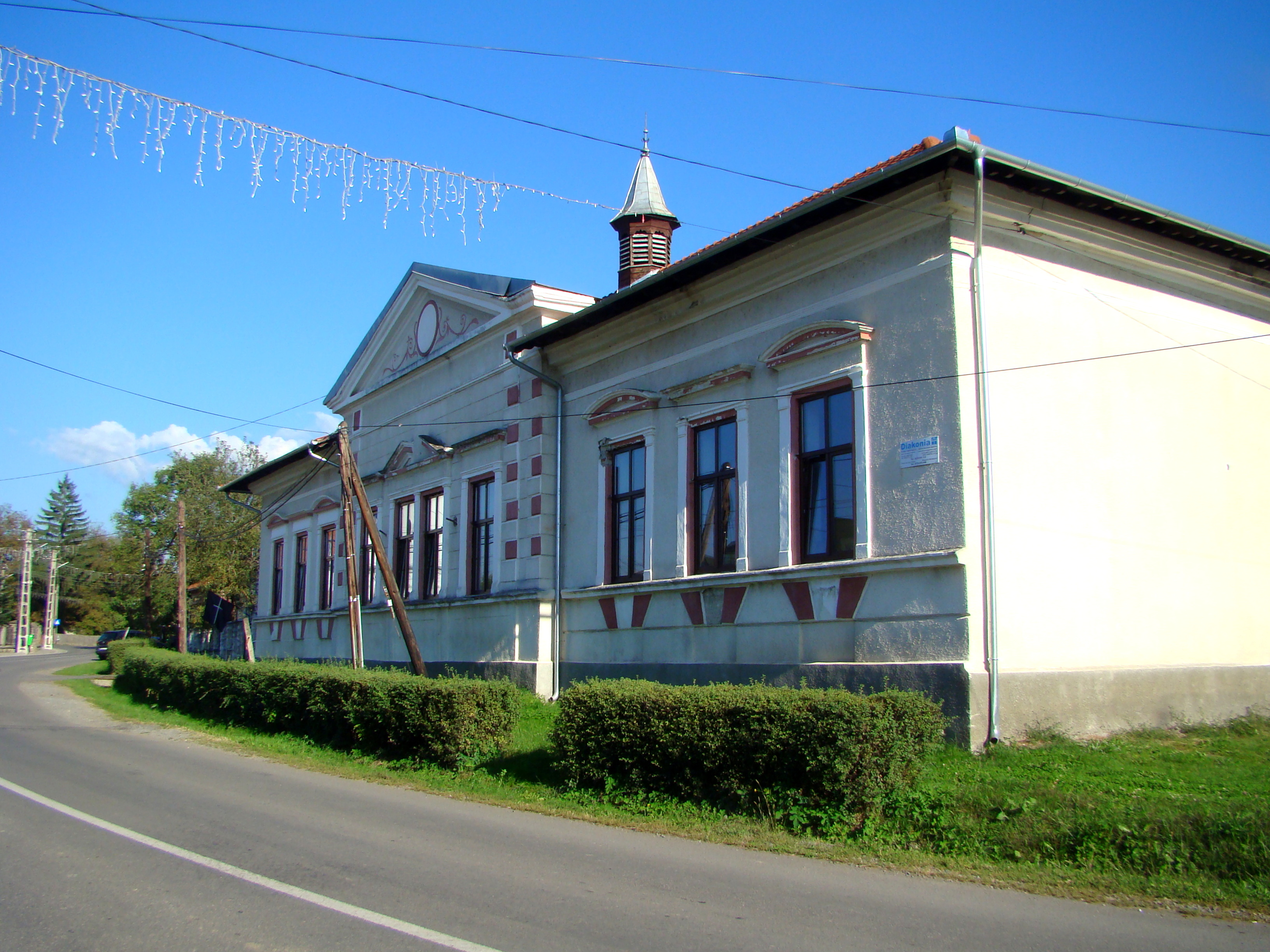
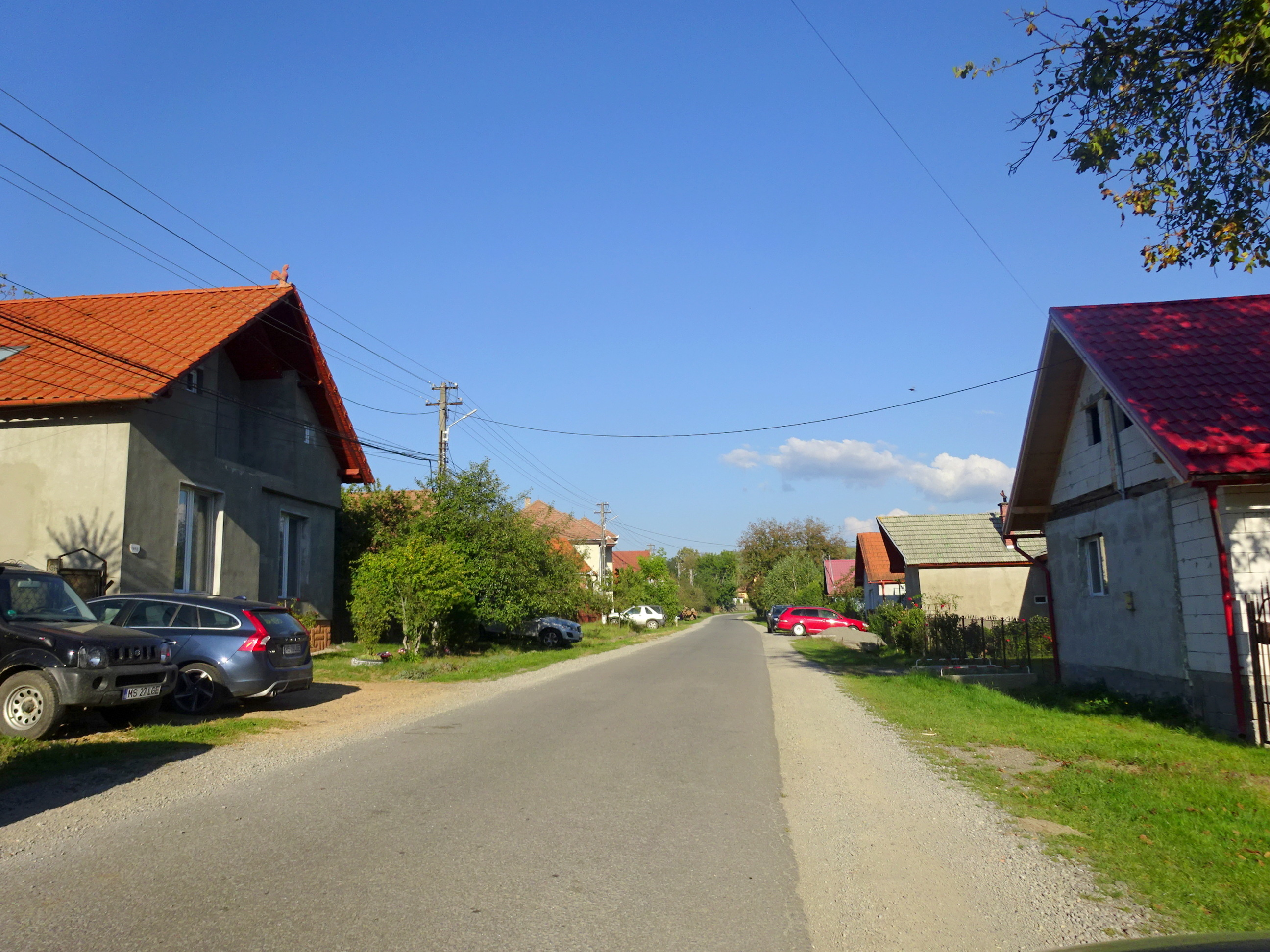
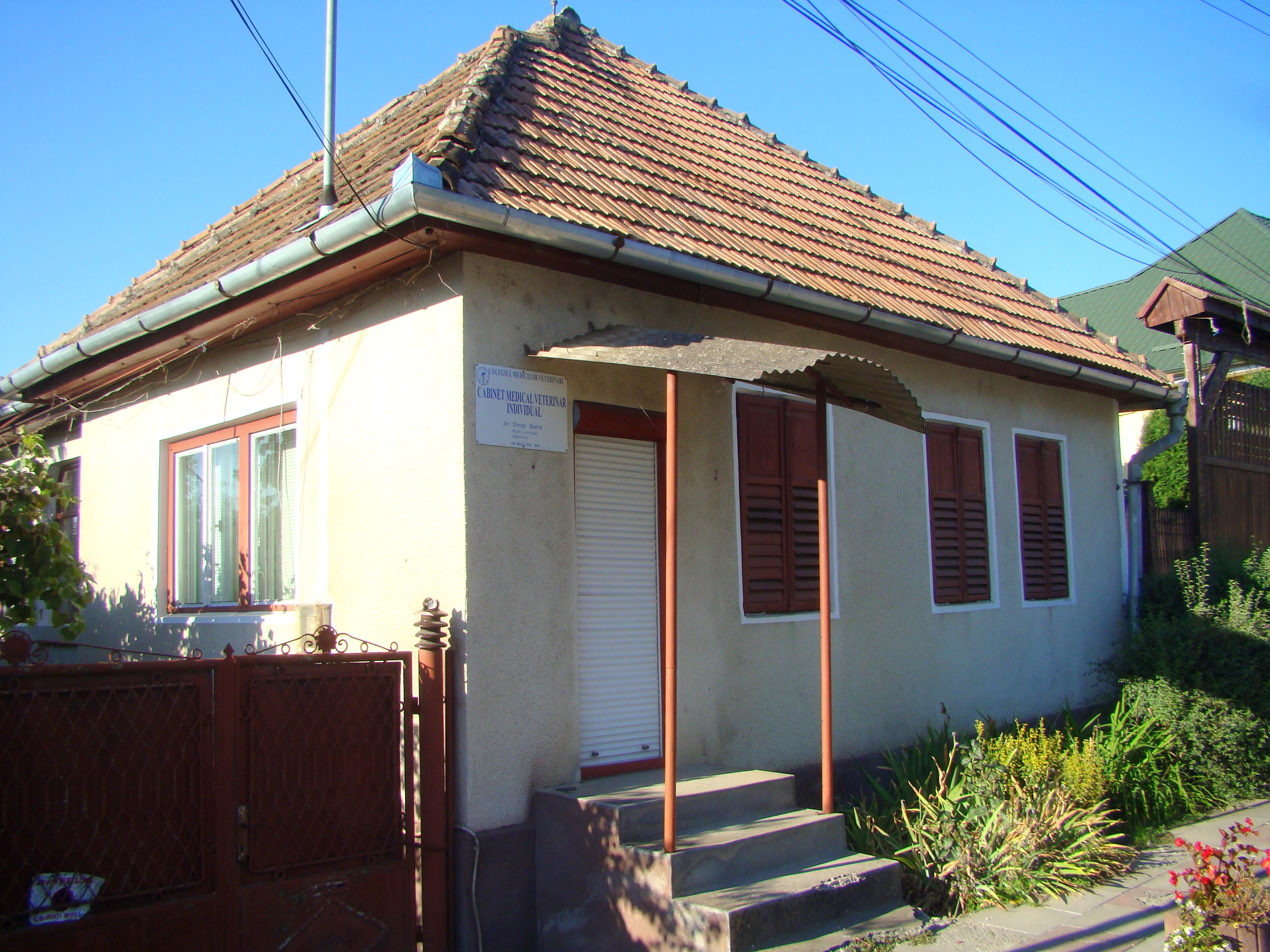
Cabinetul veterinar
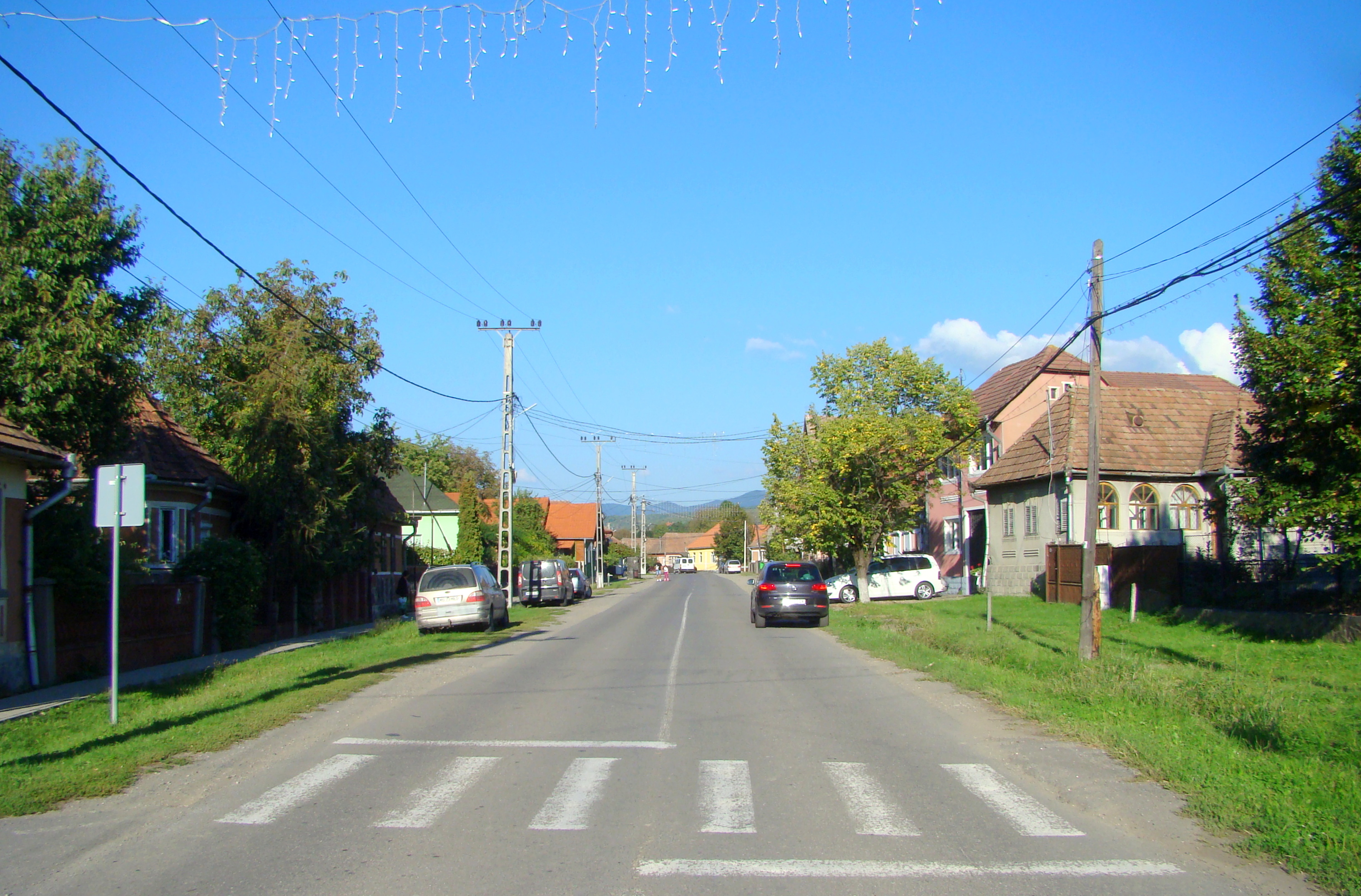
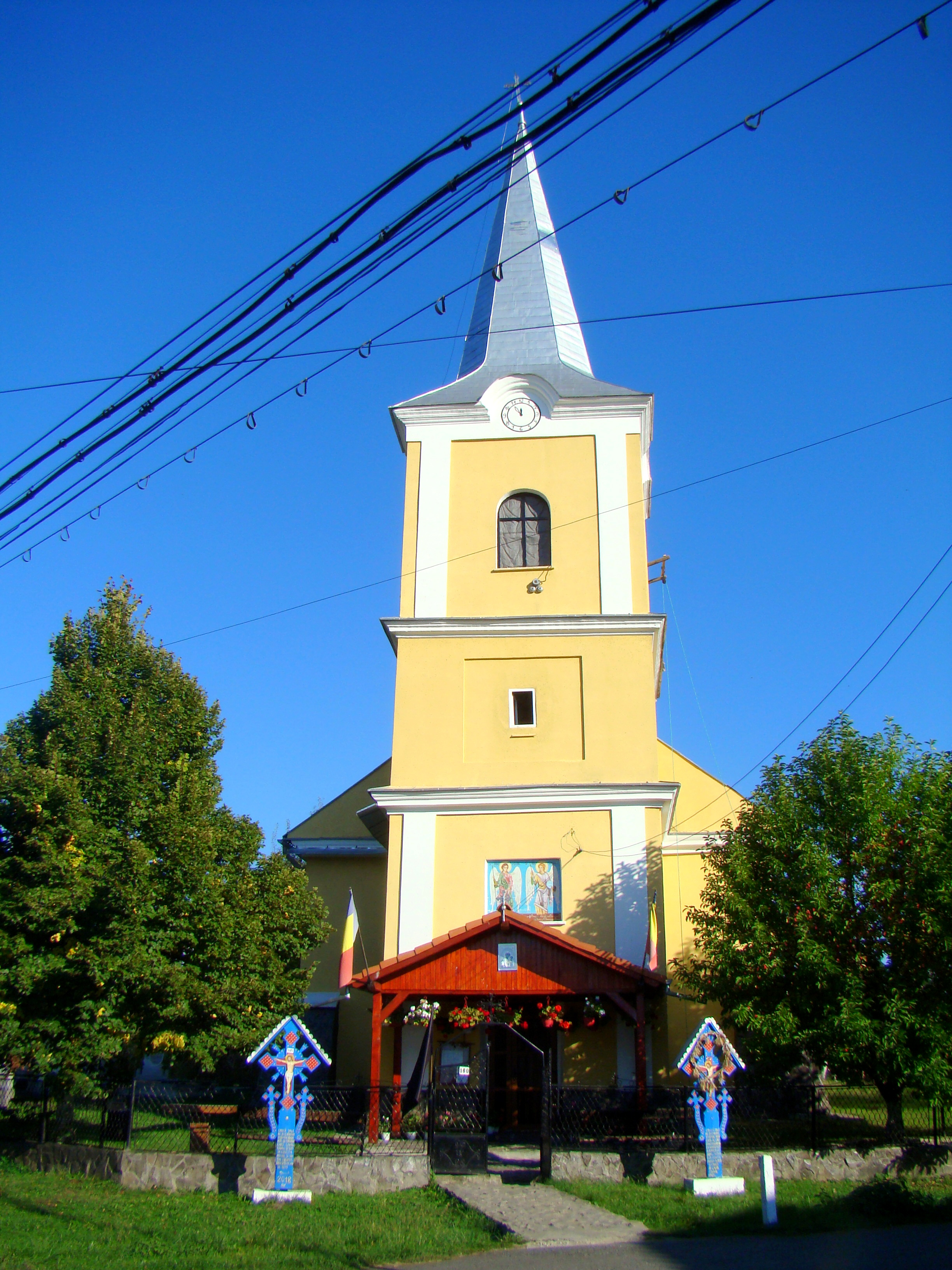
Biserica Sfinții Arhangheli
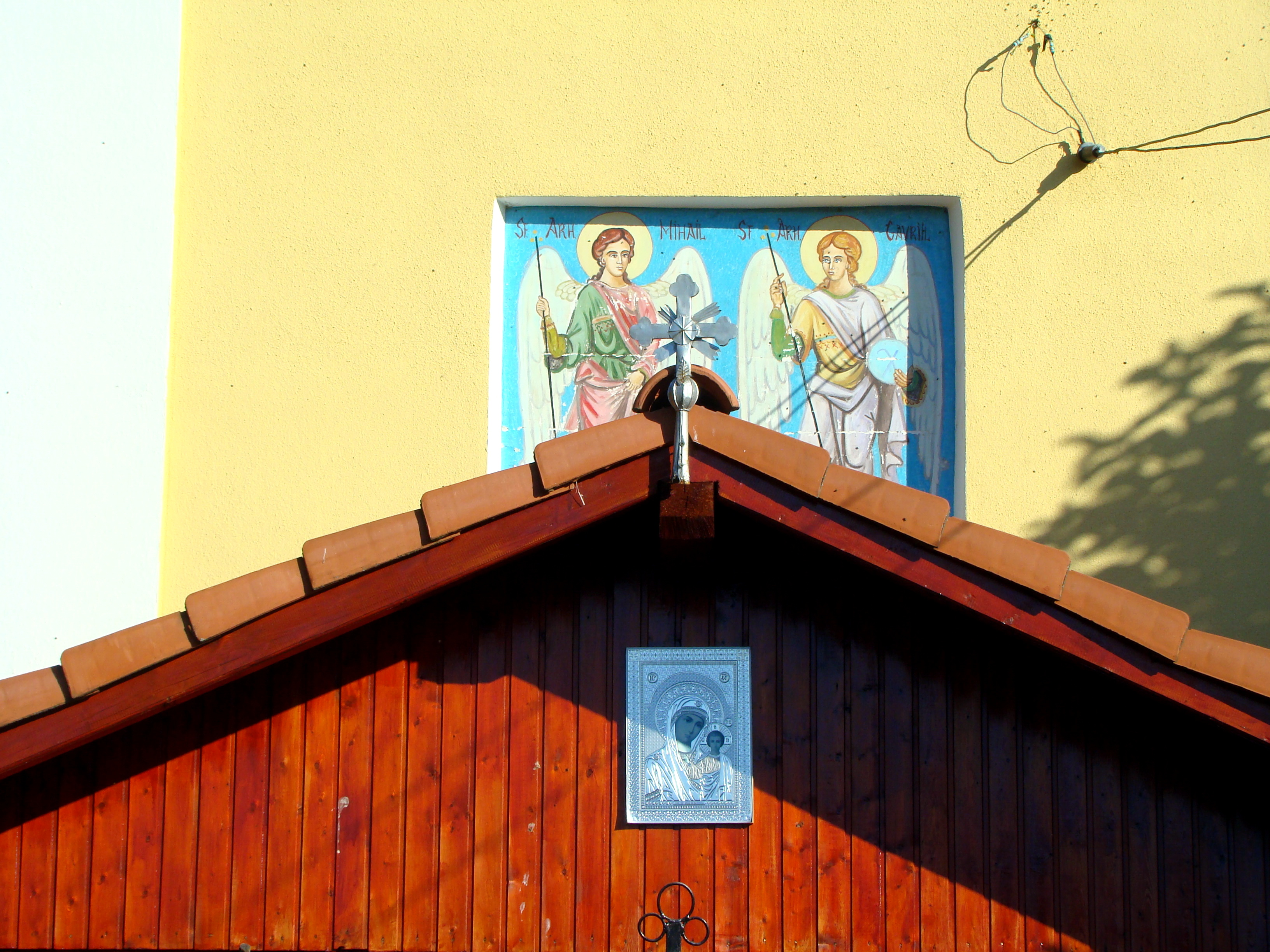
Icoana de hram
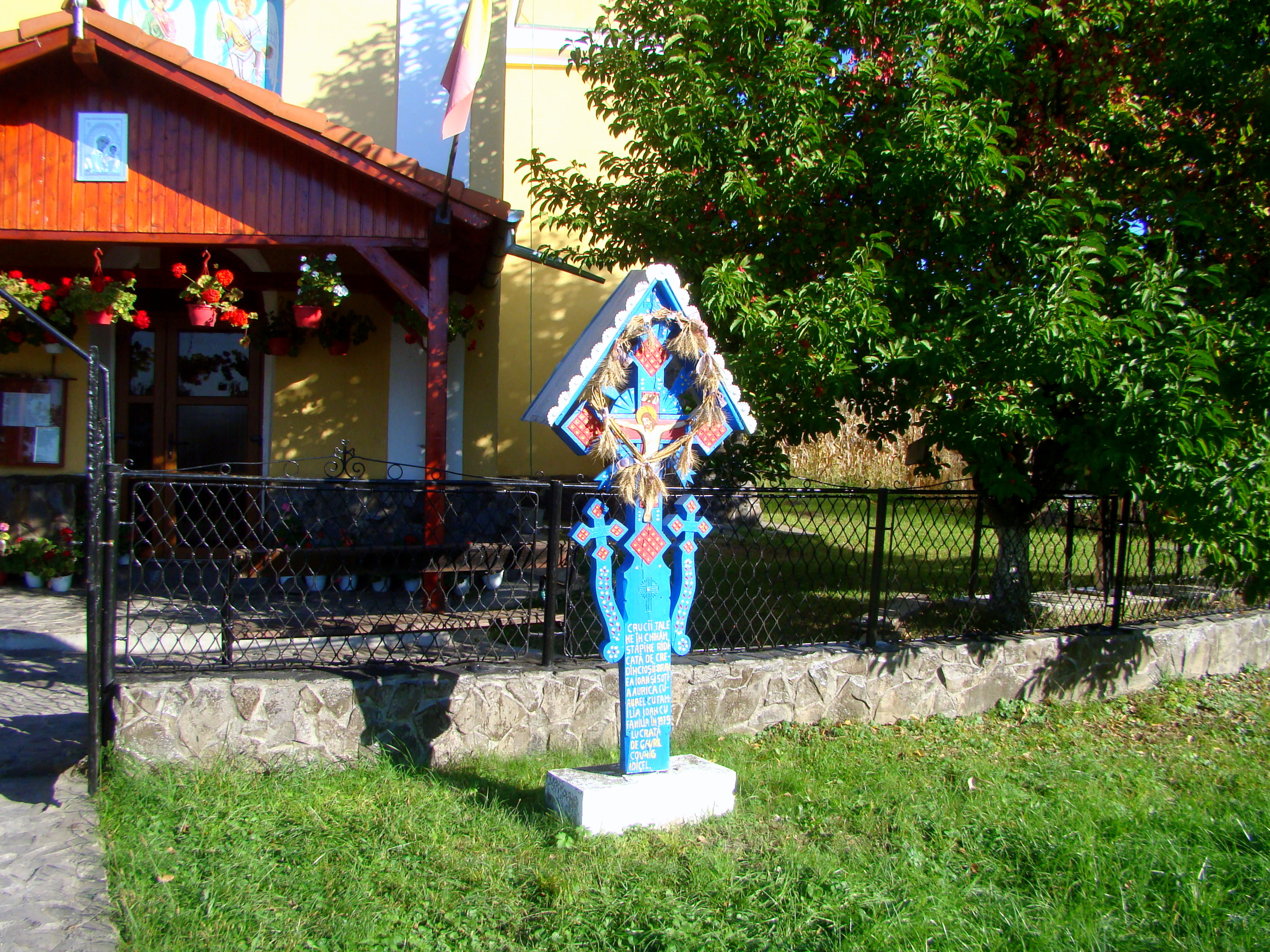
Troița
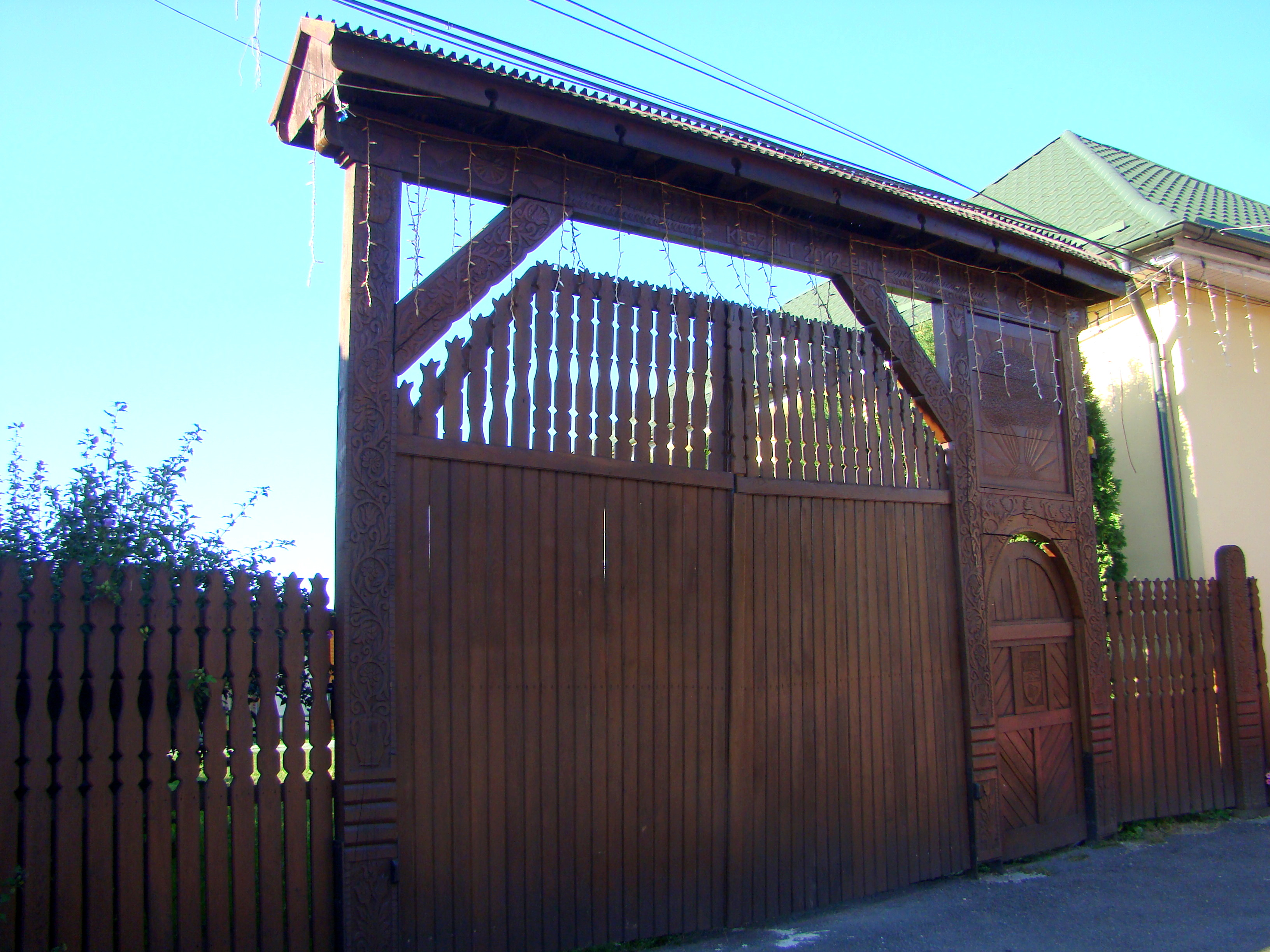
Poartă secuiască de lemn
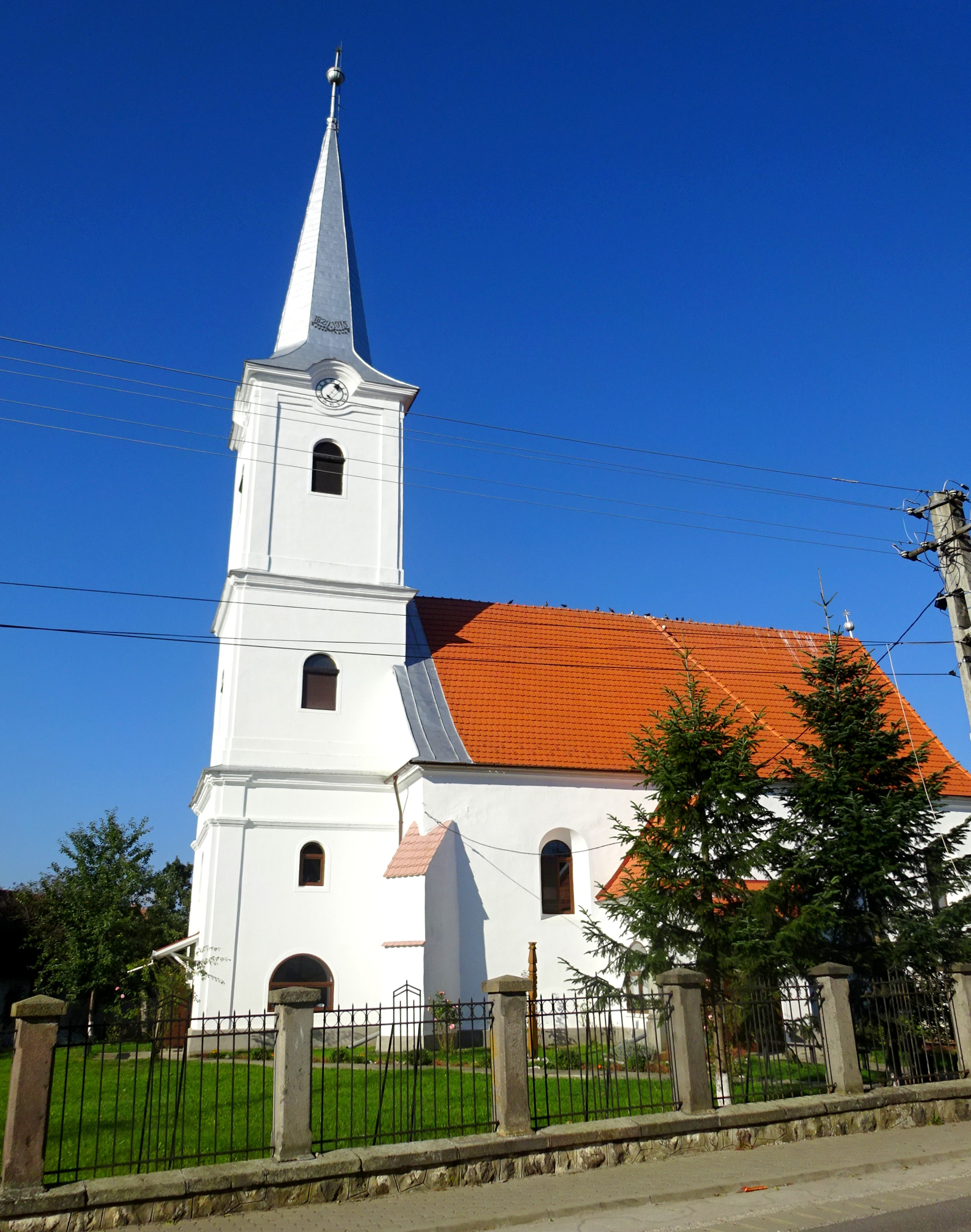
Biserica reformată (secolul XIV)
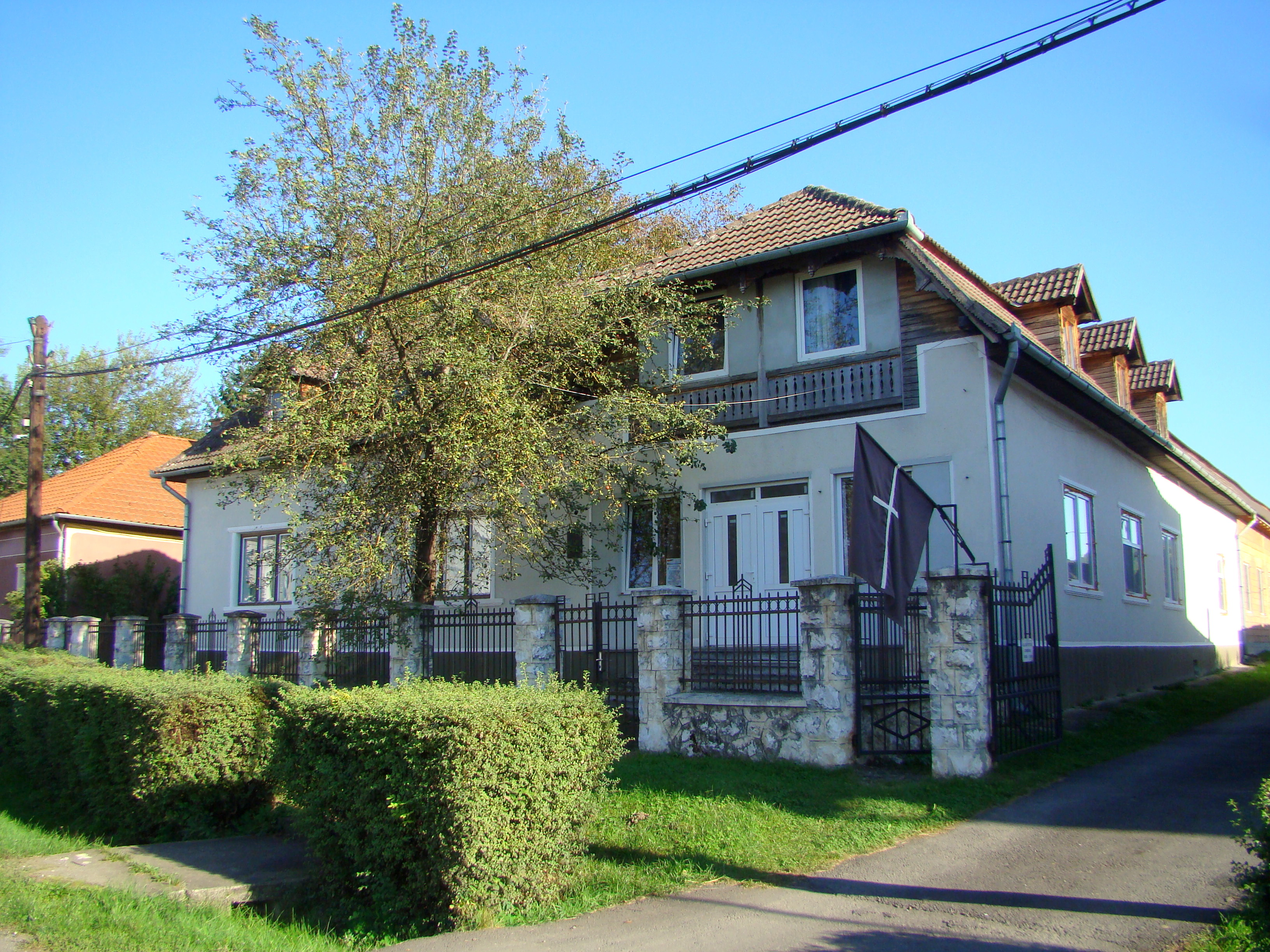
Parohia reformată